# Городище (Оренбургская область)
Городи́ще — село в городском округе Город Оренбург Оренбургской области России.

## География
Село находится на расстоянии 50 км к юго-западу от города Оренбург, административного центра округа и области.

### Часовой пояс
Село Городище, как и вся Оренбургская область, находится в часовой зоне МСК+2. Смещение применяемого времени относительно UTC составляет +5:00.

## Население
| 2010 |
| ---- |
| 2371 |

## Улицы
| - пер. Аптечный, - ул. Безымянная, - ул. Больничная, - пер. Весёлый, - ул. Вознесенская, - ул. Восточная, - ул. Городищенская, - пер. Затонный, - ул. Краснопартизанская, | - ул. Колхозная, - пер. Культурный, - ул. Лесная, - пер. Луговой, - пер. Матросский, - ул. Молодёжная, - ул. Набережная, - ул. Октябрьская, - пер. Осиновый, | - пер. Песчаный, - пер. Полевой, - ул. Почтовая, - ул. Приозёрная, - ул. Приуральная, - ул. Рабочая, - пер. Рыбачий, - ул. Садовая, - пер. Садовый, | - ул. Северная, - ул. Сибирская, - пер. Сиреневый, - ул. Спасская, - ул. Степная, - пер. Степной, - пер. Торговый, - пер. Тупой, - ул. Южная. |